# Remigius Geyling
Remigius Geyling (* 29. Juni 1878 in Wien; † 4. März 1974 ebenda) war ein österreichischer Maler, Illustrator und Bühnenbildner, der für die Wiener Werkstätte Entwürfe realisierte und jahrelang Chefkostümbildner am Wiener Burgtheater war. 

## Leben
Remigius Geyling war ein Sohn des Historienmalers Rudolf Geyling (1839–1904) und Großneffe von Carl Geyling. Von 1909 bis 1911 und von 1922 bis 1945 war er Ausstattungschef des Wiener Burgtheaters und Erfinder der Bühnenprojektion. Diese kam erstmals 1925 in „Peer Gynt“ am Burgtheater zum Einsatz. Geyling gestaltete auch diverse Werbeschriften und Publikationen für den Österreichischen Lloyd, unter anderen die Festschrift zu dessen 75-jährigem Bestehen 1911.
Während des Ersten Weltkriegs war er Oberleutnant an der Isonzo-Front und gestaltete 1916 die Heiligengeistkirche auf der Javorca als Erinnerungsstätte der gefallenen österreichisch-ungarischen Soldaten.
Um 1920 fertigte er auch Entwürfe für die familieneigene Glasmalerwerkstätte, er war Gründungsmitglied des Österreichischen Werkbunds und von 1926 bis 1946 Professor an der Wiener Kunstgewerbeschule. Er wurde am Hietzinger Friedhof bestattet.